# Blumea, Supplement
Blumea, Supplement (abreviado Blumea, Suppl.) es una revista con ilustraciones y descripciones botánicas que es editada en Leiden desde el año 1937. 
La revista lleva el nombre de Blumea en honor del naturalista y botánico alemán-holandés Carl Ludwig Blume.